# Cabiria Andreian Cazacu
Cabiria Andreian Cazacu (n. 19 februarie 1928, Iași, România – d. 22 mai 2018, București, România) a fost o matematiciană română, membru de onoare al Academiei Române (din martie 2006).
A fost prima femeie conferențiar la Universitatea din București.

## Biografie
Marea pasiune pentru matematică a moștenit-o de la tatăl ei, institutor.
Școala primară a făcut-o la Iași (1938-1944), liceul la Oltea Doamna (1938-1944). Refugiată în 1944 la București, a terminat liceul (Școala Centrală de fete) în 1945.
În 1949 este licențiată în matematică, fiind studenta lui Simion Stoilow. În domeniul teoriei topologice a funcțiilor analitice, și-a scris în 1955 teza de doctorat  „Suprafețe Riemann normal exhaustibile” sub conducerea lui Simion Stoilow și a obținut în 1967 titlul de doctor docent cu teza  „Clase de acoperiri Riemann” la Facultatea de Matematică a Universității din București.
A fost asistent (1949), lector la catedra profesorului Grigore Moisil (1950), conferențiar (1955) și profesor (din 1968) la specialitatea analiză complexă la Facultatea de Matematică a Universității din București; profesor consultant (din 1993) și conducător de doctorat în specialitatea analiză complexă (din 1968).  A ocupat diferite funcții în învățământul superior și în cercetare: șef al Catedrei de analiză matematică (1974-1975), decan al Facultății de Matematică a Universității din București (1976-1984). De asemenea, a fost și director general al Institutului Central de Matematică. A fost cercetător științific la Institutul de Matematică „Simion Stoilow” al Academiei Române (1951-1969) și cercetător onorific din anul 1969.
A participat activ la numeroase manifestări științifice din țară și străinătate, reprezentând cu cinste matematica românească peste hotare. A fost „visiting professor* la Freie Universität din Berlin (1968, 1974, 1976, 1977, 1982, 1989, 1994, 1995, 1998), la Université Ubre din Bruxelles (1970), la Universitatea din Helsinki (1975), la Universitatea din Lodz (1975), la Universitatea din Moncton (Canada, 1982).
Cabiria Andreian Cazacu a decedat la 22 mai 2018, în București.

## Activitate științifică
S-a ocupat inițial cu lucrări de algebră modernă, apoi a trecut la teoria funcțiilor de variabilă complexă și analiză complexă modernă. A activat într-o multitudine de arii ale Analizei Complexe, cum ar fi Teoria Topologică a Funcțiilor Analitice, Teoria funcțiilor cvasiconforme, Teoria suprafețelor Riemann și Klein, Teoria distribuției valorilor după Nevanlinna, spații Teichmuller. S-a impus ca o personalitate științifică de prestigiu în domenii ca teoria topologică a funcțiilor analitice creată de Simion Stoilow, teoria cvasiconformității și cea a suprafețelor Riemann. A contribuit la studiul transformărilor cvasiconforme ale lui H. Grötsch.
Lucrările științifice ale Cabiriei Cazacu se disting prin eleganța demonstrațiilor, iar rezultatele s-au introdus în circuitul internațional.
În domeniul analizei matematice a obținut importante rezultate în următoarele direcții: 
- acoperiri riemanniene, unde a construit o teorie unitară, bazată pe proprietățile unei extensiuni, a introdus noțiunea de acoperire poliedrală, generalizând formula Hurwitz-Stoilow, și rezultate despre ramificare, problema tipului, teoria lui Ahlfors și acoperiri Iversen ale Iul S. Stoilow;
- teoria reprezentărilor cvasiconforme și a aplicaților cvasiregulate: a Introdus o nouă funcție de dilatare, obținând astfel formule relative la modulul cu pondere al familiilor de curbe și suprafețe; a construit o metodă de rezolvare a problemelor de tip Grôtzsch-TeichmOller-VoIkovîrski; a demonstrat inegalități modulare pentru aplicații cvasiregulate n-dimensionale; a introdus o clasă de homeomorfisme mai vastă decât cele cvasiconforme, denumită „clasa O” (putând conține chiar și homeomorfisme nicăieri diferențiabile);
- teoria suprafețelor și acoperirilor Klein, unde, din 1980, a extins teoria lui S. Stoilow, caracterizând topologic morflsmele neconstante din categoria suprafețelor Klein, ca transformări interioare și a construit teoria acestor acoperiri, generalizând formula Hurwitz-Stoilow.

Cariera științifică și-a desfășurat-o în lumea analizei complexe, în care a fost introdusă de marele ei profesor Simion Stoilow. Perioada 1950-1960 este aceea în care S. Stoilow a creat și condus Seminarul Institutului de Matematică, o perioadă de maximă înflorire a matematicii românești și a analizei complexe în particular,  Bucureștiul fiind în acea perioadă un centru de forță al analizei complexe pe plan mondial. Este suficient să trecem în revistă personalitățile care s-au format și au activat în cadrul acelui seminar (Nicu Boboc, Corneliu Constantinescu, Aurel Cornea, Petru Caraman, Cabiria Andreian, Martin Jurchescu). A fost o concentrare de talente, spirite, direcții de cercetare care rar mai poate fi egalată în matematica românească în aceiași arie a matematicii, și în același timp și în același loc. În această atmosferă de emulație științifică s-a format Cabiria Andreian Cazacu.
Teoria topologică a funcțiilor analitice a fost creată și dezvoltată de Simion Stoilow în anul 1928 ca răspuns la o faimoasă problemă a timpului pusă de Brouwer, anume dacă anumite fapte ale analizei complexe sunt de natură pur topologică și nu analitică. Ea este una din marile contribuții românești în matematică. Ca principală elevă a lui Simion Stoilow, Cabiria Andreian (ca și matematicianul american G. T. Whyburn) a continuat aceste cercetări, valoarea contribuției în acest domeniu fiind subliniată de faptul că însuși Simion Stoilow a prezentat în 1957 la Roma conceptul ei de suprafață normal exhaustibilă, ca și rezultatele ei privind suprafețele Riemann normal exhaustibile. Ea va construi o teorie generală a suprafețelor Riemann normal exhaustibile și va da multiple generalizări teoremei discurilor și teoremei Hurwitz-Riemann-Stoilow.

## Premii și distincții
- Premiul Ministerului Educației și învățământului (1964)
- Premiul „Simion Stoilow” al Academiei Române (1968)
- Ordinul Muncii, clasa III (1971)
- Ordinul Meritul Științific, clasa II (1986)
- Doctor honoris causa al Universității din Craiova (1998)
- Membru onorific al Institutului de Matematică „Simion Stoilow” al Academiei Române
- Membru de onoare al Academiei Române, din 24 martie 2006
- A fost distinsă în anul 2000 cu Ordinul Național „Serviciul Credincios” în grad de Ofițer.[10]

## Scrieri
Este autorul a peste 100 de lucrări științifice. Dintre monografiile pe care le-a publicat, este de referință cea intitulată “Teoria funcțiilor de mai multe variabile complexe” (vol.II), apărută în 1973 în editura Birkhauser, unde este coautor alături de marele matematician Simion Stoilow al cărui discipol și continuator a fost. A editat volumul  „Analyzis and Topology”  în 1998 în World Scientific Publishing Company dedicat lui S. Stoilow cu prilejul aniversării a 100 de ani de la nașterea sa. A publicat împreună cu Solomon Marcus volumul  ”Simion Stoilow”  în 1983 la Editura Științifică și Enciclopedică în care matematicieni de frunte au prezentat tendințele moderne din analiza complexă de la acea vreme. 
A publicat monografiile: Teoria funcțiilor de mai multe variabile complexe (1971; apărută și în germană în 1975, ed. II, 1976); Foundations of quasiconformaI mappings (2005). A editat, în colaborare, monografia lui Alexander Dinghas, Wertverteilung memmorpher Funktlonen (1979). Împreună cu Rolf Nevanlinna a publicat monografia lui A. Dinghas despre teoria distribuției valorilor. 
A mai publicat o serie de lucrări în colaborare cu: Martin Jurchescu, Romulus Cristescu, C. Constantinescu, A. Deleanu.
Cursuri și monografii:
| 1. | Sisteme de ecuații liniare, Ed. Univ. București, 1951, p. 211.                                                                                      |
| 2. | Teoria funcțiilor de o variabilă complexă. II (colab. cu S. Stoilow). Ed. Acad. RPR, București 1958, p. 378. (în l. rusă, Izd. I. L. Moskva, 1962). |
| 3. | Reprezentări cvasiconforme, in Probleme moderne de teoria funcțiilor. Ed. Acad. RPR, București 1965, pp. 204–309.                                   |
| 4. | Suprafețe Riemanniene, in Topologie, Categorii și Suprafețe Riemanniene. Ed. Acad RSR, București 1966, pp. 241–393.                                 |
| 5. | Teoria funcțiilor de mai multe variabile complexe. Ed. Didact. Pedag., București 1971, p. 388.                                                      |
| 6. | Theorie der Funktionen mehrerer komplexer Veränderlicher. Verlag der Wissenschaften, Berlin 1975 and Birkhäuser, Basel 1976, p. 346.                |
| 7. | Contribuții în teoria funcțiilor complexe și în topologie, in Simion Stoilow. Ed. Științifică și Enciclopedică, București 1983, pp. 55–146.         |

#### Activitate editorială
| 1.  | S. Stoilow–Oeuvre mathématique, Ed. Acad. R.P.R., București, 1964 [with N. Boboc, C. Constantinescu and M. Jurchescu].                                                               | S. Stoilow–Oeuvre mathématique, Ed. Acad. R.P.R., București, 1964 [with N. Boboc, C. Constantinescu and M. Jurchescu].                                                               | S. Stoilow–Oeuvre mathématique, Ed. Acad. R.P.R., București, 1964 [with N. Boboc, C. Constantinescu and M. Jurchescu].                                                               | S. Stoilow–Oeuvre mathématique, Ed. Acad. R.P.R., București, 1964 [with N. Boboc, C. Constantinescu and M. Jurchescu].                                                               | S. Stoilow–Oeuvre mathématique, Ed. Acad. R.P.R., București, 1964 [with N. Boboc, C. Constantinescu and M. Jurchescu].                                                               |
| 2.  | Proceedings of the Romanian–Finnish Seminar on Teichmüller spaces and quasiconformal mappings, Brașov 1969. Publishing House of the Academic RSR, Bucharest 1971.                    | Proceedings of the Romanian–Finnish Seminar on Teichmüller spaces and quasiconformal mappings, Brașov 1969. Publishing House of the Academic RSR, Bucharest 1971.                    | Proceedings of the Romanian–Finnish Seminar on Teichmüller spaces and quasiconformal mappings, Brașov 1969. Publishing House of the Academic RSR, Bucharest 1971.                    | Proceedings of the Romanian–Finnish Seminar on Teichmüller spaces and quasiconformal mappings, Brașov 1969. Publishing House of the Academic RSR, Bucharest 1971.                    | Proceedings of the Romanian–Finnish Seminar on Teichmüller spaces and quasiconformal mappings, Brașov 1969. Publishing House of the Academic RSR, Bucharest 1971.                    |
| 3.  | S. Stoilow–Matematică și viață, Ed. Acad. RSR, București 1972 [with N. Boboc, C. Constantinescu, A. Halanay and M. Jurchescu].                                                       | S. Stoilow–Matematică și viață, Ed. Acad. RSR, București 1972 [with N. Boboc, C. Constantinescu, A. Halanay and M. Jurchescu].                                                       | S. Stoilow–Matematică și viață, Ed. Acad. RSR, București 1972 [with N. Boboc, C. Constantinescu, A. Halanay and M. Jurchescu].                                                       | S. Stoilow–Matematică și viață, Ed. Acad. RSR, București 1972 [with N. Boboc, C. Constantinescu, A. Halanay and M. Jurchescu].                                                       | S. Stoilow–Matematică și viață, Ed. Acad. RSR, București 1972 [with N. Boboc, C. Constantinescu, A. Halanay and M. Jurchescu].                                                       |
| 4.  | Romanian–Finnish Seminar on Complex Analysis, Bucharest 1976 [Lecture Notes in Mathematics, 743, Springer-Verlag, 1979 (with A. Cornea, M. Jurchescu and I. Suciu)].                 | Romanian–Finnish Seminar on Complex Analysis, Bucharest 1976 [Lecture Notes in Mathematics, 743, Springer-Verlag, 1979 (with A. Cornea, M. Jurchescu and I. Suciu)].                 | Romanian–Finnish Seminar on Complex Analysis, Bucharest 1976 [Lecture Notes in Mathematics, 743, Springer-Verlag, 1979 (with A. Cornea, M. Jurchescu and I. Suciu)].                 | Romanian–Finnish Seminar on Complex Analysis, Bucharest 1976 [Lecture Notes in Mathematics, 743, Springer-Verlag, 1979 (with A. Cornea, M. Jurchescu and I. Suciu)].                 | Romanian–Finnish Seminar on Complex Analysis, Bucharest 1976 [Lecture Notes in Mathematics, 743, Springer-Verlag, 1979 (with A. Cornea, M. Jurchescu and I. Suciu)].                 |
| 5.  | A. Dinghas, Wertverteilung meromorpher Funktionen in ein-und mehrfach zusammenhängender Gebieten [Lecture Notes in Mathematics, 783, Springer-Verlag, 1980 (with R. Nevanlinna)].    | A. Dinghas, Wertverteilung meromorpher Funktionen in ein-und mehrfach zusammenhängender Gebieten [Lecture Notes in Mathematics, 783, Springer-Verlag, 1980 (with R. Nevanlinna)].    | A. Dinghas, Wertverteilung meromorpher Funktionen in ein-und mehrfach zusammenhängender Gebieten [Lecture Notes in Mathematics, 783, Springer-Verlag, 1980 (with R. Nevanlinna)].    | A. Dinghas, Wertverteilung meromorpher Funktionen in ein-und mehrfach zusammenhängender Gebieten [Lecture Notes in Mathematics, 783, Springer-Verlag, 1980 (with R. Nevanlinna)].    | A. Dinghas, Wertverteilung meromorpher Funktionen in ein-und mehrfach zusammenhängender Gebieten [Lecture Notes in Mathematics, 783, Springer-Verlag, 1980 (with R. Nevanlinna)].    |
| 6.  | Complex Analysis, Fifth Romanian–Finnish Seminar I, II, Bucharest 1981 [Lecture Notes in Mathematics, 1013, 1014, Springer-Verlag, 1983 (with N. Boboc, M. Jurchescu and I. Suciu)]. | Complex Analysis, Fifth Romanian–Finnish Seminar I, II, Bucharest 1981 [Lecture Notes in Mathematics, 1013, 1014, Springer-Verlag, 1983 (with N. Boboc, M. Jurchescu and I. Suciu)]. | Complex Analysis, Fifth Romanian–Finnish Seminar I, II, Bucharest 1981 [Lecture Notes in Mathematics, 1013, 1014, Springer-Verlag, 1983 (with N. Boboc, M. Jurchescu and I. Suciu)]. | Complex Analysis, Fifth Romanian–Finnish Seminar I, II, Bucharest 1981 [Lecture Notes in Mathematics, 1013, 1014, Springer-Verlag, 1983 (with N. Boboc, M. Jurchescu and I. Suciu)]. | Complex Analysis, Fifth Romanian–Finnish Seminar I, II, Bucharest 1981 [Lecture Notes in Mathematics, 1013, 1014, Springer-Verlag, 1983 (with N. Boboc, M. Jurchescu and I. Suciu)]. |
| 7.  | S. Stoilow. Ed. Științifică și Enciclopedică, București, 1983 [with S.Marcus]. | S. Stoilow. Ed. Științifică și Enciclopedică, București, 1983 [with S.Marcus]. | S. Stoilow. Ed. Științifică și Enciclopedică, București, 1983 [with S.Marcus]. | S. Stoilow. Ed. Științifică și Enciclopedică, București, 1983 [with S.Marcus]. | S. Stoilow. Ed. Științifică și Enciclopedică, București, 1983 [with S.Marcus]. |
| 8.  | A. Complexă, Aspecte clasice și moderne. Ed. Științifică și Enciclopedică, București 1988.                                                                                           | A. Complexă, Aspecte clasice și moderne. Ed. Științifică și Enciclopedică, București 1988.                                                                                           | A. Complexă, Aspecte clasice și moderne. Ed. Științifică și Enciclopedică, București 1988.                                                                                           | A. Complexă, Aspecte clasice și moderne. Ed. Științifică și Enciclopedică, București 1988.                                                                                           | A. Complexă, Aspecte clasice și moderne. Ed. Științifică și Enciclopedică, București 1988.                                                                                           |
| 9.  | Complex Analysis–6th–10th Romanian–Finnish Seminar. Rev. Roumaine Math. Pures Appl. 36 (1991), (39–40) (1994–95), 47(5–6) (2002), 51(5–6) (2006), Math. Reports 2(51), 4 (2000).     | Complex Analysis–6th–10th Romanian–Finnish Seminar. Rev. Roumaine Math. Pures Appl. 36 (1991), (39–40) (1994–95), 47(5–6) (2002), 51(5–6) (2006), Math. Reports 2(51), 4 (2000).     | Complex Analysis–6th–10th Romanian–Finnish Seminar. Rev. Roumaine Math. Pures Appl. 36 (1991), (39–40) (1994–95), 47(5–6) (2002), 51(5–6) (2006), Math. Reports 2(51), 4 (2000).     | Complex Analysis–6th–10th Romanian–Finnish Seminar. Rev. Roumaine Math. Pures Appl. 36 (1991), (39–40) (1994–95), 47(5–6) (2002), 51(5–6) (2006), Math. Reports 2(51), 4 (2000).     | Complex Analysis–6th–10th Romanian–Finnish Seminar. Rev. Roumaine Math. Pures Appl. 36 (1991), (39–40) (1994–95), 47(5–6) (2002), 51(5–6) (2006), Math. Reports 2(51), 4 (2000).     |
| 10. | Probleme actuale ale cercetării matematice I, II. Ed. Univ. București, 1990, 1992 [with N. Boboc, C. Crăciun, N. Cristescu, I. Cuculescu, M. Jurchescu, N. Radu and I. Tomescu].     | Probleme actuale ale cercetării matematice I, II. Ed. Univ. București, 1990, 1992 [with N. Boboc, C. Crăciun, N. Cristescu, I. Cuculescu, M. Jurchescu, N. Radu and I. Tomescu].     | Probleme actuale ale cercetării matematice I, II. Ed. Univ. București, 1990, 1992 [with N. Boboc, C. Crăciun, N. Cristescu, I. Cuculescu, M. Jurchescu, N. Radu and I. Tomescu].     | Probleme actuale ale cercetării matematice I, II. Ed. Univ. București, 1990, 1992 [with N. Boboc, C. Crăciun, N. Cristescu, I. Cuculescu, M. Jurchescu, N. Radu and I. Tomescu].     | Probleme actuale ale cercetării matematice I, II. Ed. Univ. București, 1990, 1992 [with N. Boboc, C. Crăciun, N. Cristescu, I. Cuculescu, M. Jurchescu, N. Radu and I. Tomescu].     |
| 11. | Lucrările Conferinței pregătitoare pentru Congresul Matematicienilor Români de pretutindeni I (1990), II (1992). Ed. Univ. București, 1993 [with C. Crăciun and Adelina Georgescu].  | Lucrările Conferinței pregătitoare pentru Congresul Matematicienilor Români de pretutindeni I (1990), II (1992). Ed. Univ. București, 1993 [with C. Crăciun and Adelina Georgescu].  | Lucrările Conferinței pregătitoare pentru Congresul Matematicienilor Români de pretutindeni I (1990), II (1992). Ed. Univ. București, 1993 [with C. Crăciun and Adelina Georgescu].  | Lucrările Conferinței pregătitoare pentru Congresul Matematicienilor Români de pretutindeni I (1990), II (1992). Ed. Univ. București, 1993 [with C. Crăciun and Adelina Georgescu].  | Lucrările Conferinței pregătitoare pentru Congresul Matematicienilor Români de pretutindeni I (1990), II (1992). Ed. Univ. București, 1993 [with C. Crăciun and Adelina Georgescu].  |
| 12. | Analysis and Topology, World Scientific, Singapore 1998 [with O.E. Lehto and Th.M. Rassias].                                                                                         | Analysis and Topology, World Scientific, Singapore 1998 [with O.E. Lehto and Th.M. Rassias].                                                                                         | Analysis and Topology, World Scientific, Singapore 1998 [with O.E. Lehto and Th.M. Rassias].                                                                                         | Analysis and Topology, World Scientific, Singapore 1998 [with O.E. Lehto and Th.M. Rassias].                                                                                         | Analysis and Topology, World Scientific, Singapore 1998 [with O.E. Lehto and Th.M. Rassias].                                                                                         |